# 솔샘중학교
솔샘중학교(솔샘中學校)는 대한민국 서울특별시 강북구 미아동에 있는 공립 중학교이다.

## 학교 연혁
- 2008년 12월 31일 : 설립인가
- 2009년 3월 1일 : 초대 황인 교장 취임
- 2009년 3월 2일 : 제1회 입학식
- 2009년 6월 10일 : 미양중학교 개교식
- 2012년 2월 9일 : 제1회 졸업식 (6학급 230명)
- 2022년 3월 1일 : 제5대 이회정 교장 취임
- 2023년 1월 4일 : 제12회 졸업식(6학급 144명)
- 2023년 3월 1일 : 솔샘중학교로 교명 변경
- 2023년 3월 2일 : 제15회 입학식(5학급 99명)

## 갤러리

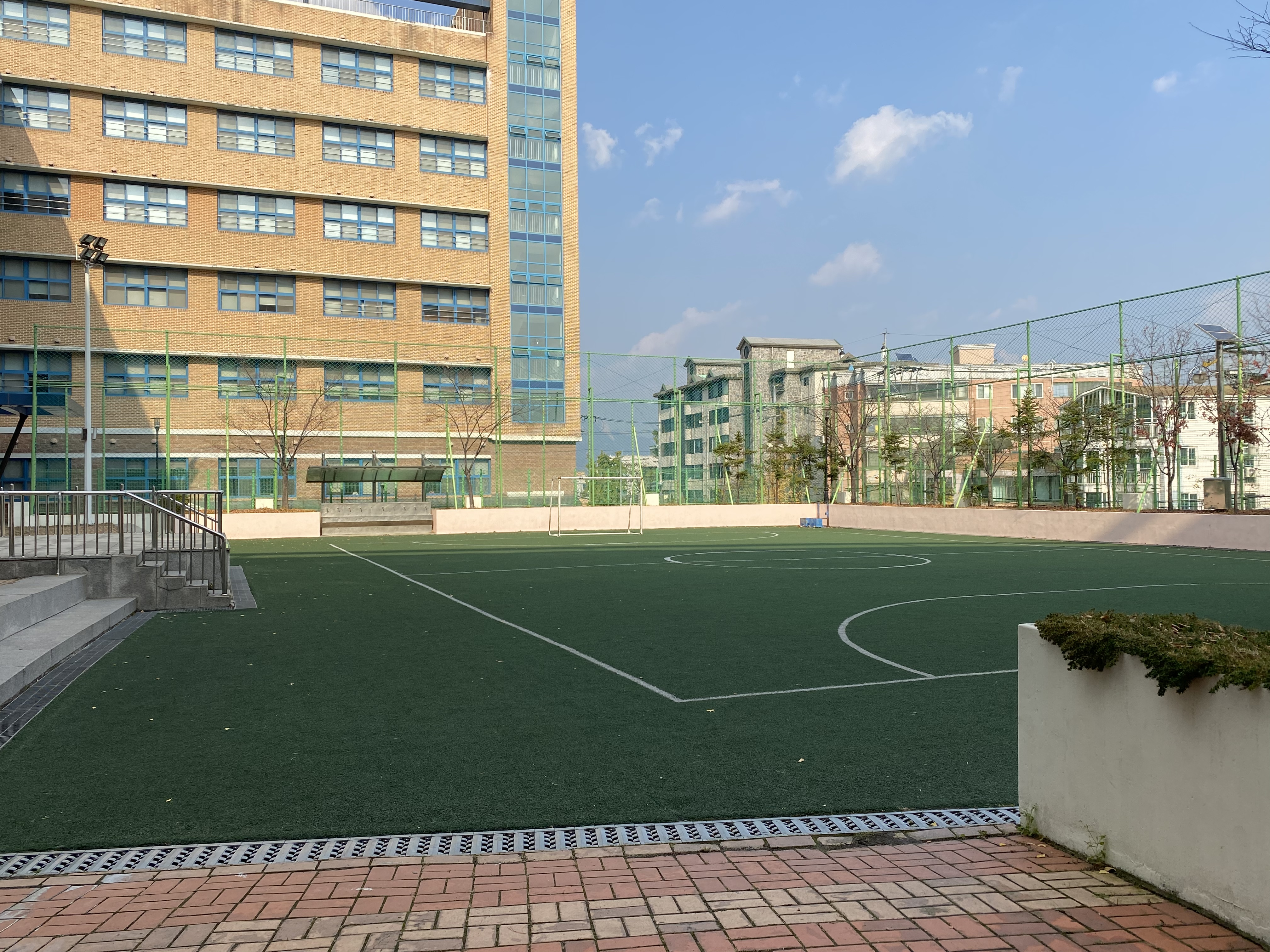
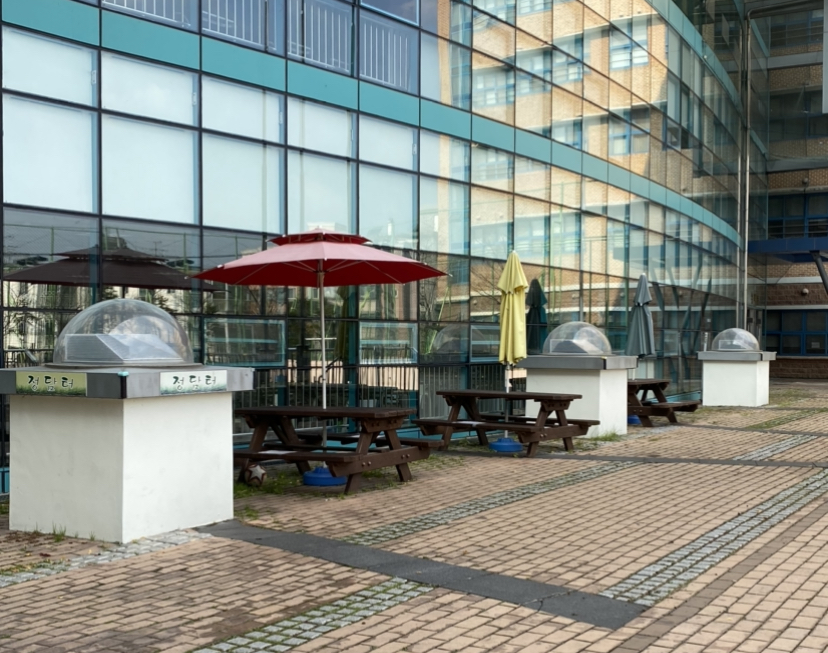
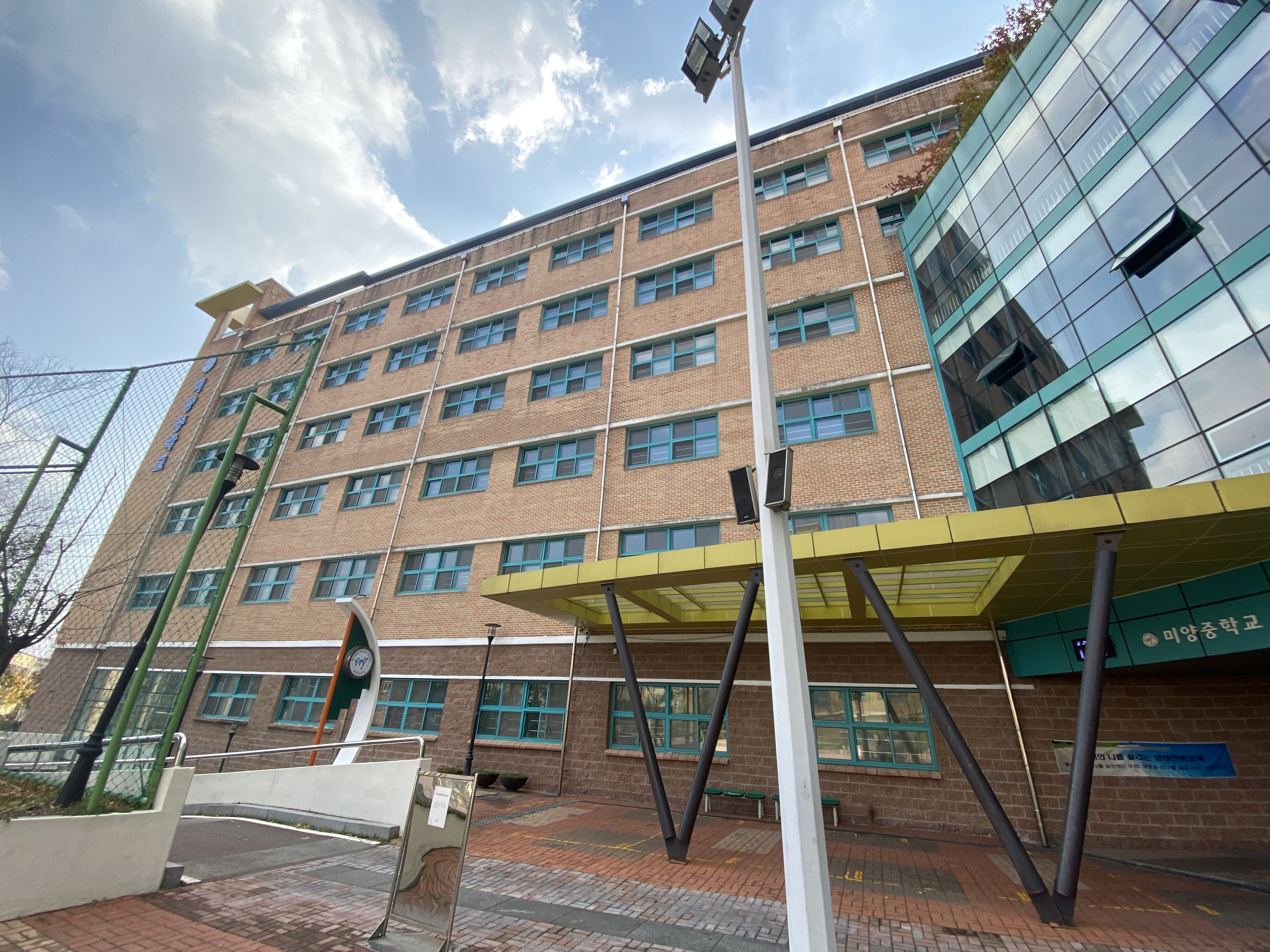
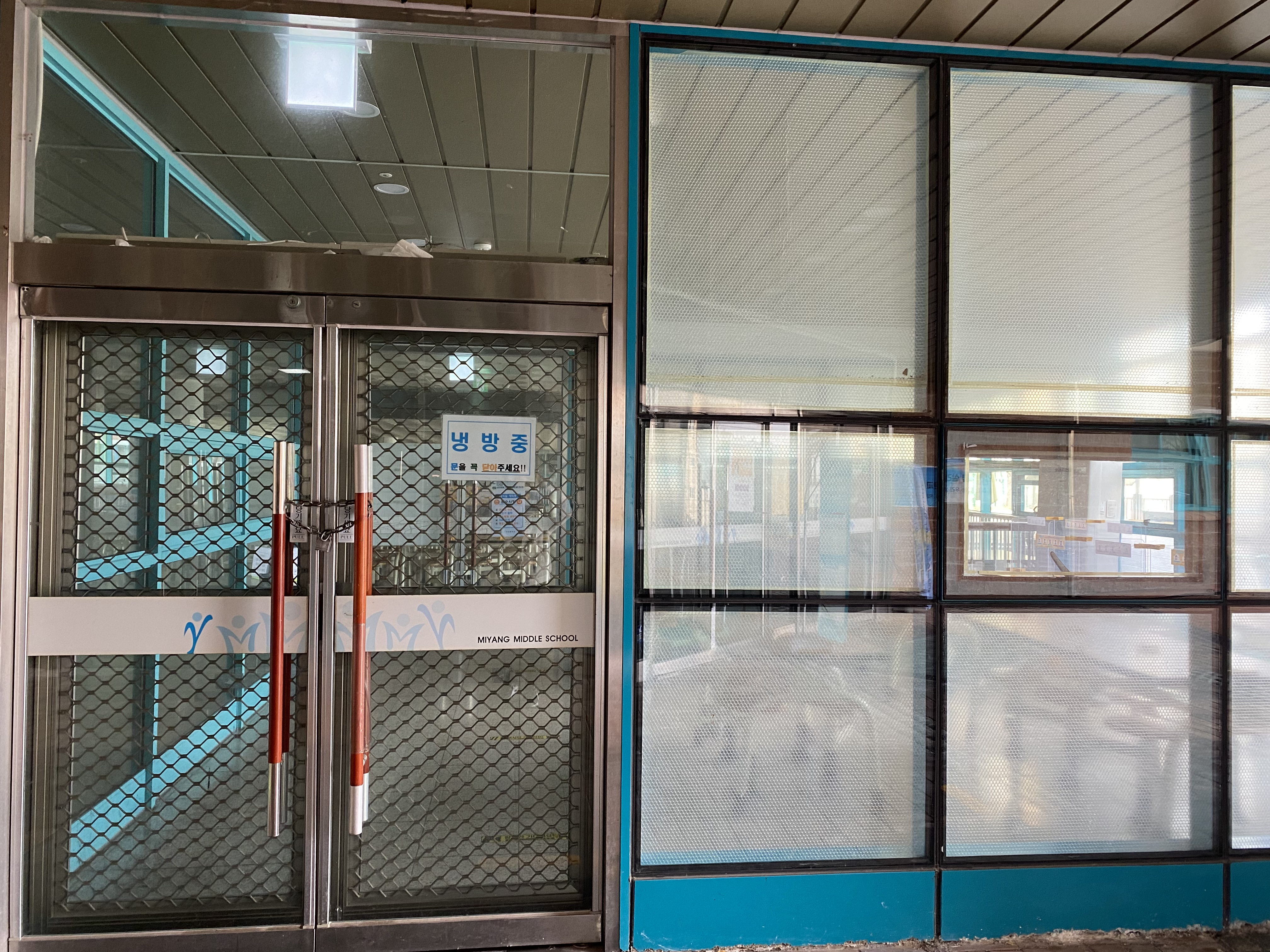
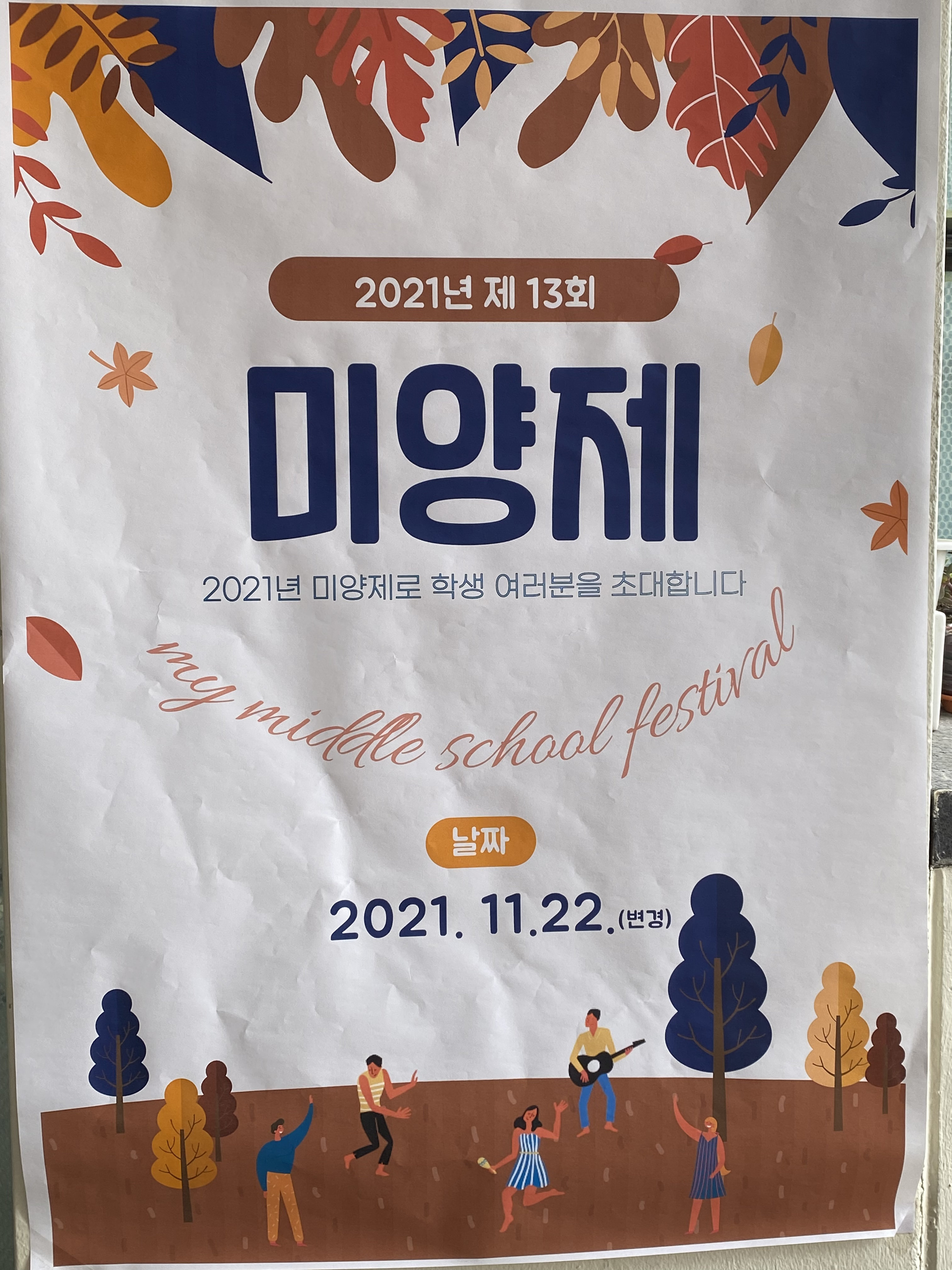

## 참고 자료
- 솔샘중학교 - 한국교육학술정보원 학교알리미